# René Étiemble
René Étiemble, noto anche con lo pseudonimo di Étiemble (Mayenne, 26 gennaio 1909 – Dreux, 7 gennaio 2002), è stato uno scrittore, sinologo e saggista francese.
Fu specialista del confucianesimo e dell'Haiku, e traduttore di poesia. Difensore delle letterature extra-europee, riconosciuto come uno dei principali iniziatori della letteratura comparata della sua epoca, è conosciuto tanto come polemista erudito, quanto nemico giurato del Franglais.

## Biografia

### Origini
Figlio di Ernest Étiemble, viaggiatore di commercio, e di Angèle Falaise, operaia modista, rimane ben presto orfano di padre. La famiglia è originaria di Dieppe, il cognome Étiemble è una forma regionale del nome Étienne. Si è sposato in seconde nozze il 23 febbraio 1963 con Jeannine Kohn (morta nel 2014) con cui ha adottato nel 1975 una bambina di origine vietnamita, Sylvie Étiemble.
Ha trascorso i primi anni tra Mayenne, sua città natale, e Laval dove ha proseguito i suoi studi secondari al liceo Ambroise-Paré. Giunto al titolo di baccellierato, va a Parigi e prepara, presso il liceo Louis-le-Grand - dove Albert Bayet gli infonde il gusto della chiarezza e della semplicità efficace - l'esame per entrare all'École normale supérieure, che egli perfeziona nel 1929, divenendo professore associato di grammatica.

### Gli inizi
Appassionato dalla Cina e dalla filosofia, intraprende studi di cinese all'École des langues orientales. Si impegna in politica e aderisce all'Associazione degli scrittori e artisti rivoluzionari che vuole riunire gli scrittori antifascisti. Si allontana tuttavia rapidamente dai comunisti francesi e si dimette per insegnare a Beauvais, perché «tutto gli sembra preferibile allo stalinismo, allorquando si è aperta a Mosca l'epoca dei grandi processi e delle grandi purghe.»
Dopo il suo viaggio a Mosca, fonda nel 1934 «Les Amis du peuple chinois», con Louis Laloy, André Malraux, Paul Vaillant-Couturier, associazione vicina al Partito Comunista Francese e che sostiene Mao Zedong. Nonostante la rottura con lo stalinismo nel 1936, resterà favorevole a Mao per molti anni (riconoscendo che i maoisti cinesi sono: «duri senza dubbio, e spesso impietosi», egli ammira senza riserve la loro volontà di rilevare la cultura cinese della quale essi sarebbero gli eredi filosofici). Ritorna in seguito su questo giudizio, allorché il maoismo diventa di moda in Occidente, e polemizza negli anni 1960 con i maoisti francesi promotori della rivista Tel Quel, specialmente Philippe Sollers et Julia Kristeva. All'uscita dell'opera di Simon Leys, Les Habits neufs du président Mao, fortemente critica riguardo a Mao, Étiemble elogia il libro del sinologo belga.. Nel 1976 pubblica Quarante ans de mon maoïsme che presenta come un «esame di coscienza di uno di quegli imbecilli che, nel 1934, avevano fondato a Parigi un'associazione di sostenitori di Mao Tsö-tong». Simon Leys scrive da parte sua, che «solo in due - Étiemble molto di recente e Claude Roy possono con fierezza rimettere oggi sotto gli occhi del pubblico ciò che scrivevano ieri sulla Cina. ».

### La letteratura
Entra nella letteratura sotto il patrocinio di colui che egli chiamerà più tardi suo «patrigno », Jean Paulhan: firma, nella Nouvelle Revue Française dell'aprile 1934 sotto lo pseudonimo di Jean Louverné, un articolo dedicato a André Gide e pubblica nel 1937 il suo primo romanzo autobiografico, L'Enfant de chœur. Le 226 lettere inedite di Jean Paulhan a René Étiemble sono state edite e corredate di note da Jeannine Kohn-Étiemble  (Klincksieck, 1975). Dopo un breve periodo di insegnamento al liceo di Beauvais e un viaggio in Messico, insegna all'Università di Chicago fino al 1943, anno in cui è distaccato al Office of War Information di New York. Durante questi anni americani, fa lunghi soggiorni in Arizona e si appassiona alle culture amerindiane, soprattutto hopi.
Nell'ambito della letteratura comparata ha ricevuto il Premio Balzan nel 1988  "Per aver studiato, nelle sue ricerche e nei suoi numerosi saggi, i problemi teorici della letteratura comparata e fatto risorgere con una grande onestà intellettuale le qualità personali di parecchi grandi autori di diversa cultura" (motivazione del Comitato  generale dei premi Balzan).

### La carriera universitaria
Alla fine del 1943 si stabilisce in Egitto dove è nominato responsabile della sezione di francese dell'università di Alessandria d'Egitto. Ivi fonda, con l'appoggio del rettore Taha Hussein, la rivista letteraria Valeurs, il cui primo numero appare nel 1945. Nel 1948 è chiamato all'università di Montpellier, e nel 1955 alla Sorbona, dove insegna letteratura comparata fino al 1978.
Nella sua lunga vita letteraria, egli ha sostenuto posizioni in favore di una conoscenza globale delle letterature di tutti i continenti; non ha esitato a impegnarsi contro il razzismo culturale ed ha lasciato opere monumentali su problemi di vario ambito, quali: una vera conoscenza del lontano Oriente, una più completa accettazione degli scrittori francofoni provenienti da paesi extraeuropei. Si è battuto anche per la purezza della lingua, coniando il termine "franglais" che consiste nel accogliere termini anglosassoni trascritti in francese secondo la pronuncia.
È morto nel 2002, all'età di 92 anni.

## Opere

### Opere principali
- Rimbaud, saggio, Gallimard 1936, Edizione riveduta e ampliata nel 1950 e nel 1966. Nuova edizione nel 1991, (scritto con Yassu Gauclère).
- L'Enfant de chœur, romanzo, Gallimard 1937;
- Notre paix, 1941, (scritto con Michel Berveiller);
- Proust et la crise de l'intelligence, saggio, Éditions Valeurs 1945;
- Six Essais sur trois tirannie, saggio, Éditions de la Revue Fontaine 1947;
- Peaux de couleuvre, I, romanzo, Gallimard 1948;
- Le Mythe de Rimbaud: Structure du mythe, saggio, Gallimard 1952; Nuova edizione nel 1961, riveduta, corretta e ampliata di numerosi passaggi censurati nel 1952.
- Hygiène des lettres, I: Premières notions saggio, Gallimard 1952;
- Le Mythe de Rimbaud: Genèse du mythe (1869-1949), saggio, Gallimard 1954; Nuova edizione riveduta e ampliata nel 1968.
- Hygiène des lettres, II: Littérature dégagée, saggio, Gallimard 1955;
- Confucius, saggio, Gallimard 1956;
  - Confucio, traduzione di Antonio Cettuzzi, Dall'Oglio, Milano 1962; Sellerio, Palermo 1986.
- Hygiène des lettres, III: Savoir et goût,saggio,  Gallimard1958;
- Tong Yeou Ki ou Le Nouveau Singe pèlerin, storia di viaggio, Gallimard 1958;
- Supervielle, saggio, Gallimard 1960;
- L'Orient philosophique au siècle |XVIII, (in 3 volumi) Centre de documentation universitarie 1961;
- Blason d'un corps, Gallimard 1961;
- Le Mythe de Rimbaud: L'année du Centenaire, saggio, Gallimard 1961; seconda edizione riveduta e ampliata nel 1968.
- L'écriture, saggio, Gallimard 1961; Nuova edizione nel 1973.
  - La scrittura, traduzione di Mario Andreose, Il Saggiatore, Milano 1962.
- Connaissons-nous la Chine?, saggio, Gallimard 1964;
  - Conosciamo la Cina?, la Cina ieri e oggi, traduzione di Daniela Bordoli, introduzione di Renata Pisu, Il Saggiatore, Milano 1972.
- Parlez-vous franglais?, saggio, Gallimard 1964; nuova edizione riveduta e ampliata nel 1973, poi nel 1980.
- Hygiène des lettres, IV: Poètes ou faiseurs?, saggio, Gallimard 1966;
- Hygiène des lettres, V: C'est le bouquet!, saggio, Gallimard 1967;
- Le Babélien, 1968;
- Le Jargon des sciences, 1968;
- Le Sonnet des voyelles: De l'audition colorée à la vision érotique, saggio, Gallimard 1968;
- Retours du monde, Gallimard 1969;
- Correspondance avec Jules Supervielle (1936-1959), Seyes 1969;
- Yun Yu. Essai sur l'érotisme et l'amour dans la Chine ancienne, 1969;
  - Cina: yun yu: saggio sull'erotismo e sull'amore nell'antica Cina, traduzione di Pino Stampini, la versione italiana è curata da Giuseppe Tucci, Roma 1976;
- L'Art d'écrire, 1970;
- Les Jésuites en Chine: La querelle des rites (1552-1773), saggio, Gallimard 1973;
- Essais de littérature (vraiment) générale, saggio, Gallimard 1974; terza edizione riveduta e ampliata nel 1975 di numerosi testi di cui parecchi inediti, Prix de l'essai de l'Académie française
- Mes contre-poisons, saggio, Gallimard 1974;
- Quarante ans de mon maoïsme: 1934-1974, saggio, Gallimard 1976;
- Comment lire un roman japonais? saggio, 1980
- Le Kyoto de Kawabata, 1980;
- Trois femmes de race, Gallimard 1981;
  - Tre donne di razza, a cura di Anna Maria Rubino, Sellerio, Palermo 1986;
- Quelques essais de littérature universelle, saggio, Gallimard 1982;
- Rimbaud, système solaire ou trou noir?, saggio, PUF 1984;
- Le Cœur et la Cendre: Soixante ans de poésie, 1985;
- Racismes saggio, Arléa 1986; preceduto da Les racismes vécus di Jeanine Kohn-Étiemble.
- L'Érotisme et l'Amour, saggio, Arléa 1987;
- Ouverture(s) pour un comparatisme planétaire, saggio, Christian Bourgois 1988;
- Lignes d'une vie: Naissance à la politique ou Le Meurtre du Père, memorie, Arléa 1988;
- L'Europe chinoise, I: De l'Empire romain à Leibniz, saggio, Gallimard 1988,
- L'Europe chinoise, II: De la sinophilie à la sinophobie, saggio, Gallimard 1989;
- Lignes d'une vie 2: Le meurtre du petit père, memorie, Arléa 1990;
- Vingt-cinq ans après, 1991;
- Nouveaux essais de littérature universelle, saggio, Gallimard 1992;
- Propos d'un emmerdeur: Entretiens sur France Culture avec Jean-Louis Ezine, Arléa 1994; (scritto con Jean-Louis Ezine)
- Du haïku saggio, Kwok On 1995; studio teorico dell'Haiku.

### Altre realizzazioni
- Edizione di due volumi della Pléiade dedicati ai romanzieri del XVIII secolo.
- Edizione del primo volume dei Philosophes taoïstes, Bibliothèque de la Pléiade, 1980.
- Traduzioni da Giuseppe Antonio Borgese e da Thomas Edward Lawrence

## Premi e onorificenze

### Premi letterari
- 1944: Prix de la première pièce[14]
- 1952: Prix Sainte-Beuve (saggio critico)[14]
- 1974: prix de l'essai dell'Académie française per Essais de littérature (vraiment) générale[14]
- 1981: Prix international du livre[14]
- 1981: Prix de l’Union rationaliste per l’insieme della sua opera;[14]
- 1982: Prix de la critique littéraire[14]
- 1986: Lauréat du PEN club français[14]
- 1988: Premio Balzan (Letteratura comparata)

### Onorificenze
- 1992: membro onorario dell'Accademia del Maine[14]
- Commendatore della Legion d’onore e dell'Ordine delle Palme accademiche[14]
- Membro dell’Istituto veneto di scienze, lettere ed arti.[15]